# Lady of Ice
Lady of Ice – singel Fancy'ego, wydany w 1986 roku nakładem wytwórni Metronome, promujący album Contact.
Tytułowy utwór zadebiutował na listach przebojów w styczniu 1987 roku i zajął 13. miejsce na niemieckiej liście przebojów, 18. na szwajcarskiej oraz 17. na szwedzkiej.

## Lista utworów
1. „Lady of Ice” (4:55)
2. „Transmutation (Instrumental)” (4:00)